# 転生したらスライムだった件 (アニメ)
『転生したらスライムだった件』（てんせいしたらスライムだったけん）は、エイトビット制作による日本のアニメ作品。伏瀬による同名のライトノベルを原作としており、テレビシリーズおよび劇場アニメが製作されている。

## テレビアニメ
2018年1月にテレビアニメ化が発表され、第1期は2018年10月から2019年3月までBS11・TOKYO MXほかにて原作者描き下ろしのオリジナルストーリーや閑話（総集編）を含めた全25話が放送された。第9話の放送直前の2018年11月26日には、読売新聞（全国版）の朝刊に全面広告が掲載され、新章の開幕が報じられた。
第2期は分割2クールで、第1部は2021年1月から3月まで、第2部は同年7月から9月まで放送された。2021年4月から6月までは、スピンオフアニメ『転生したらスライムだった件 転スラ日記』と合わせて9か月連続放送された。
2023年11月からは新作オリジナルアニメ『転生したらスライムだった件 コリウスの夢』が全3話で各配信サイトにて配信中。
第3期は2024年4月から9月まで日本テレビ系列『FRIDAY ANIME NIGHT』枠ほかにて連続2クールで放送された。
第3期の放送終了後に、第4期の制作が発表された。

### 制作
本編およびスピンオフともに漫画版が原作となっている。
コミックナタリーによる原作者の伏瀬とオープニングアーティストの寺島拓篤へのインタビューによれば、伏瀬がアニメ化の話を関係者内で最後に聞いたうえ、コミカライズの時点ですでに話が動いていたらしく、正式に伝えられた際には嬉しいを通り過ぎて原稿の締め切り1週間前だったこともあって執筆に集中できなくなり、締め切りを10日ほど延ばしてもらったという。寺島はコミカライズ版から原作に入り、バナー広告で知った原作をまったく内容も知らないまま読み始め、早く続きをと思いながら読み返したという。また、コミカライズ版の作画担当の川上泰樹も、伏瀬と最初に会った際に原作のファンであることを言ってくれたという。
リムルの前世の三上悟については、原作で最初に挿絵がついた時点で野暮ったさに難色を示した伏瀬から「すごくカッコよくして」との指示があり、コミカライズ版の時点でさらに「『東京BABYLON』 (CLAMP) に出てくる桜塚星史郎みたいな感じのカッコいいサラリーマンで」との指示を経て、アニメ化の際には「ナイスガイを自称するが本当にナイスガイであることへのツッコミ待ちにしたい」という考えからリテイクを繰り返し、決定に至ったという。
アニメの出来については、伏瀬は「もうこれ以上は望めないぐらいにいい出来になった」「自分では想像していなかったよさが生まれた」と絶賛しており、第1話のアフレコを見学してヴェルドラ役の前野智昭や悟役の寺島、リムル役の岡咲の演技を見て、「これはもういけるな」「これで大丈夫だ」と思ったという。また、伏瀬は全話を監修した脚本についても「かなり良い出来」と評しており、コミカライズの際に描けずあえて外していたシズのシーンもシリーズ構成の筆安一幸が上手に取り入れてくれたため、シズ役の花守ゆみりの演技で絶対泣いてしまうという。
制作開始当初は第2期が決まっておらず、全体の構成もそのようにしていたため、脚本会議では尺の関係で飛ばさざるを得ないシーンは第2期があったらそこで回収しよう、ということで決まった。
第1期第4話では、リムルの妄想シーンに『ロードス島戦記』（角川スニーカー文庫）風の極端に耳が長いエルフが登場しているが、これは漫画家・ことぶきつかさが制作の「アラフォーが妄想する90年代風のエルフ」という依頼に応じて描いたものである。同作側の許可を得たことがエンディングでクレジットされており、本放送後にはインターネットで話題になったという。
第1期は第23話までが本編であり、第24話は外伝、第25話は総集編となる。第24話「外伝：黒と仮面」は伏瀬が書き下ろしたもので、ディアブロとシズが邂逅した過去を描くアニメオリジナルストーリーが展開する。このストーリーは担当が営業をかけた先で必ず「ディアブロは出るんですか？」という質問があり、それを勘案して制作委員会ではディアブロの登場シーンまでを考えていたが、尺を考えると無理があったため、伏瀬が苦し紛れにディアブロの話を書き下ろして出演させる方法を担当に伝えたところ、どのような話にするかの問い合わせもないまま採用され、制作が決定した。第2期が無いことを前提にシナリオを考えていたため、ディアブロの名前が先行して明かされている。当初、第24話までの予定だったところに急遽制作が決定した第25話「閑話：ヴェルドラ日記」はいわゆる総集編として制作され、リムルに取り込まれたヴェルドラとイフリートの視点から、本編映像を振り返る形で進行する。

### 登場人物
- リムル・テンペスト - 岡咲美保[25]
- 大賢者（ラファエル（シエル）） - 豊口めぐみ[25]
- ヴェルドラ ・テンペスト- 前野智昭[25]
- シズ - 花守ゆみり[25]
- ベニマル - 古川慎[25]
- シュナ - 千本木彩花[25]
- シオン - M・A・O[25]
- ソウエイ - 江口拓也[25]

### スタッフ（テレビアニメ・『コリウスの夢』）
|                               | 本編               | 本編               | 本編                 | 本編                     | 転スラ日記           |
| 第1期                         | 第2期              | コリウスの夢       | 第3期                |                          | 転スラ日記           |
| ----------------------------- | ------------------ | ------------------ | -------------------- | ------------------------ | -------------------- |
| 原作                          | 伏瀬、みっつばー   | 伏瀬、みっつばー   | 伏瀬、みっつばー     | 伏瀬、みっつばー         | 伏瀬、みっつばー     |
| 原作                          | 川上泰樹           | 川上泰樹           | 川上泰樹             | 川上泰樹                 | 柴                   |
| 監督                          | 菊地康仁           | 中山敦史           | 中山敦史             | 中山敦史                 | 生原雄次             |
| 副監督                        | 中山敦史           | N/A                | N/A                  | N/A                      | 葛西励               |
| シリーズ構成                  | 筆安一幸           | 筆安一幸           | 根元歳三             | 根元歳三                 | コタツミカン         |
| 脚本                          | 筆安一幸           | 筆安一幸           | 根元歳三             | （各話リスト参照）       | コタツミカン         |
| キャラクターデザイン          | 江畑諒真           | 江畑諒真           | 江畑諒真             | 江畑諒真                 | 髙井里沙、入江篤     |
| モンスターデザイン            | 岸田隆宏           | 岸田隆宏           | 岸田隆宏             | 岸田隆宏                 | N/A                  |
| 色彩設計                      | 斉藤麻記           | 斉藤麻記           | 斉藤麻記             | 斉藤麻記                 | 斉藤麻記             |
| 美術監督                      | 佐藤歩             | 佐藤歩             | 佐藤歩               | 佐藤歩                   | 佐藤歩               |
| 美術設定                      | 藤瀬智康、佐藤正浩 | 藤瀬智康、佐藤正浩 | 藤瀬智康、佐藤正浩   | 藤瀬智康、佐藤正浩       | 藤瀬智康、佐藤正浩   |
| 美術設定                      | N/A                | N/A                | N/A                  | ボワセイユレミ、二嶋隆文 | N/A                  |
| 撮影監督                      | 佐藤洋             | 佐藤洋             | 佐藤洋               | 佐藤洋                   | 佐藤洋               |
| グラフィック デザイナー       | 生原雄次           | 生原雄次           | 生原雄次             | 生原雄次                 | N/A                  |
| 編集                          | 神宮司由美         | 神宮司由美         | 神宮司由美           | 神宮司由美               | 神宮司由美           |
| 音響監督                      | 明田川仁           | 明田川仁           | 明田川仁             | 明田川仁                 | 明田川仁             |
| 音楽                          | Elements Garden    | Elements Garden    | 藤間仁               | 藤間仁                   | R・O・N              |
| 音楽制作                      | ランティス         | ランティス         | ランティス           | ランティス               | ランティス           |
| 音楽プロデューサー            | 吉江輝成           | 吉江輝成           | 小野可織             | 小野可織                 | 吉江輝成             |
| 音楽プロデューサー            | N/A                | 川野勝広           | N/A                  | N/A                      | 川野勝広             |
| プロデューサー                | 杉本紳朗、伊藤洋平 | 杉本紳朗、伊藤洋平 | 成田真一郎、塩谷佳之 | 成田真一郎、塩谷佳之     | 杉本紳朗、伊藤洋平   |
| アニメーション プロデューサー | 小菅秀徳           | 小菅秀徳           | 江口浩平             | 江口浩平                 | 風間亮               |
| アニメーション制作            | エイトビット       | エイトビット       | エイトビット         | エイトビット             | エイトビット         |
| 製作                          | 転スラ製作委員会   | 転スラ製作委員会   | 転スラ製作委員会     | 転スラ製作委員会         | 転スラ日記製作委員会 |

### 主題歌・挿入歌（テレビアニメ・『コリウスの夢』）
本編第1期
「Nameless Story」
寺島拓篤による本編第1期第1クールオープニングテーマ。作詞は寺島、作曲は上松範康、編曲は藤田淳平。
「メグルモノ」
寺島拓篤による本編第1期第2クールオープニングテーマ。作詞は寺島、作曲は桑原聖、編曲は酒井拓也。
「Another colony」
TRUEによる本編第1期第1クールエンディングテーマ。作詞は唐沢美帆、作曲は中野領太、編曲はBBC。
「リトルソルジャー」
田所あずさによる本編第1期第2クールエンディングテーマ、作詞はきみコ、作曲は新田目駿、編曲は堀江晶太。
「僕の中の君へ」
TRUEによる本編第1期第23話挿入歌。作詞は唐沢美帆、作曲・編曲は山下洋介。
本編第2期
「Storyteller」
TRUEによる本編第2期第1部オープニングテーマ。作詞は唐沢美帆、作曲・編曲は津波幸平。
「Like Flames」
MindaRynによる本編第2期第2部オープニングテーマ。作詞・作曲はSACHIKO、編曲は小山寿。
「STORYSEEKER」
STEREO DIVE FOUNDATIONによる本編第2期第1部エンディングテーマ。作詞・作曲・編曲はR・O・N。
「Reincarnate」
寺島拓篤による本編第2期第2部エンディングテーマ。作詞は寺島、作曲・編曲はR・O・N。
「黎明」
TRUEによる本編第2期前奏曲および第34話挿入歌。作詞は唐沢美帆、作曲・編曲は兼松衆。
『コリウスの夢』
「ヒカリハナツ」
寺島拓篤によるオープニングテーマ。作詞は寺島拓篤、作曲・編曲は酒井拓也。
「ココロトラベル」
岡咲美保によるエンディングテーマ。作詞・作曲・編曲は永塚健登。
本編第3期
「PEACEKEEPER」
STEREO DIVE FOUNDATIONによる本編第3期第1クールオープニングテーマ。作詞・作曲・編曲はR・O・N。
「レナセールセレナーデ」
ももいろクローバーZによる本編第3期第2クールオープニングテーマ。作詞・作曲は大森元貴、編曲は山下洋介。
「Like Flames」
MindaRynによる第48.5話のオープニングテーマ。作詞・作曲はSACHIKO、編曲は小山寿。
「Believer」
来栖りんによる本編第3期第1クールエンディングテーマ。作詞・作曲はJunxix.、編曲は藤田卓也。
「Miracle soup」
MindaRynによる本編第3期第2クールエンディングテーマ。作詞・作曲はSACHIKO、編曲は長澤孝志。
「Reincarnate」
寺島拓篤による第48.5話のエンディングテーマ。作詞は寺島拓篤、作曲・編曲はR・O・N。
『転スラ日記』
「Brand new diary」
熊田茜音によるオープニングテーマ。作詞は寺島拓篤、作曲・編曲はR・O・N。
「カモナ・テンペスト！」
リムル（岡咲美保）・大賢者（豊口めぐみ）・ヴェルドラ（前野智昭）・シュナ（千本木彩花）・シオン（M・A・O）・ランガ（小林親弘）・ゴブタ（泊明日菜）によるエンディングテーマ。作詞は松井洋平、作曲・編曲は馬渕直純。
「おやすみオレンジ」
リムル（岡咲美保）によるエンディングテーマ。作詞はミズノゲンキ、作曲・編曲は設楽哲也。
「ヨイハナビ」
リムル（岡咲美保）による第5話挿入歌。作詞はミズノゲンキ、作曲・編曲は馬渕直純。
「Christmas Festa」
エレン（熊田茜音）による第11話挿入歌。作詞はミズノゲンキ、作曲・編曲は設楽哲也。

### 評価（テレビアニメ）

#### 売上
本作1期のBlu-ray第1巻の初週売上は5,473枚を記録し、週間・Blu-rayアニメランキング（ORICON調べ）では『ソードアート・オンライン アリシゼーション』第1巻に次ぐ2位を獲得した。続く第2巻の初週売上は第1巻を上回る5,565枚を記録し、週間・Blu-rayアニメランキング（同調べ）では5位を獲得した。
本作第1期が放送された2018年における『転生したらスライムだった件』のBD/DVD、音楽CD、原作小説、コミカライズの合計売上は約32億円を記録し、2018年度 年間総合シリーズ別売上ランキング（同調べ）では10位を獲得している。
WEBサイト「ほんのひきだし」によれば2018年10月に第1期が放送されると原作コミック第1巻の売上は放送前月に比べ約4.5倍になったという。また、同サイトは「基本的にアニメ化作品の原作コミックは放送開始とともに売上が大きく跳ね上がる。人気のアニメほどその売上は大きくなるため、原作コミックの売上はアニメ人気のバロメーターの一つであるといっても過言ではない」と述べている。

#### 批評
ライターの草野虹と須永兼次は主人公・リムル役を務める岡咲美保の演技について以下のように語る。
草野は監督が菊地康仁（1期）から中山敦史（2期）に変更され、作画のテイストも若干変わっていることに作風・狙いの変化が見て取れるという。1期については「序盤からバトルシーンが多めということもあり、髪のなびき方や動かし方などに独特のスピード感やケレン味が利いていた。大賢者がリムルと会話するシーンやバトルシーンでのグラフィックデザイン、3D、CGなどのエフェクトにどことなくファンタジーゲームっぽさを持たせたりアイデアと工夫を感じさせてくれた」と評している。2期については「1期の部分を踏襲しつつ、各キャラクターの表情や身振り手振りを、より豊かに細やかに描いたシーンが目立っている。2話序盤で森中を破壊しそうなほどの光弾をコントロールしきれずに焦って涙をみせるシオンや19話序盤で危険な戦場へと参じようとするシュナの活き活きとした瞳や顔立ち、戦うときに見せる各キャラクターの苦悶、日常パートで描かれる国民たちの笑顔など、2期では要所要所で顔の表情や身振りに注力した作画・絵コンテがなされている。それによって、ユーラザニアの三銃士や、ファルムス王国のヨウム、ミュウラン、グルーシスの想いに視聴者は引き寄せられる」と評している。また、草野は本作の魅力の1つとして「外交・政治」にも目を向けている点を挙げており、「2期において印象的なのはリムルを筆頭にした幹部や他王国をも含めた話し合いのシーンである。物語の進行上、他のキャラクターたちにもスポットが置かれる場面が多々あることを踏まえ、活き活きとした動きや姿でキャラクターたちの存在感を損なうことなく物語自体の魅力も描くことに成功している」と称賛している。

#### 人気投票・選出等
「dアニメストア」が発表した2018年に1番○○だったアニメを決める「あなたが選ぶdアニメストアアワード2018」では「オススメしたいアニメ部門」「展開が気になったアニメ部門」「世界観が良かったアニメ部門」の3部門で1位を獲得した。
「Crunchyroll」が実施した「第3回Crunchyrollアニメアワード」ではBest Protagonist（最優秀主役賞）にリムル・テンペストが選出された。「第6回Crunchyrollアニメアワード」では本作がBest Fantasy（最優秀ファンタジー作品賞）を受賞した。
「AnimaniA Award 2019」にてBeste Online-Anime-Serie（オンラインシリーズ賞）を受賞した。
「読者が選ぶアニメキャラ大賞2019」ではリムル＝テムペストが3部門でトップ10入りを果たした。「読者が選ぶアニメキャラ大賞2021」では「強かったで賞」でリムル＝テムペストが4位を獲得している。
アメリカのアニメ評価サイト「Anime Trending」が主催した「第4回 Anime Trending Awards」ではMAN OF THE YEAR部門でリムル＝テムペストが4位、SUPPORTING MAN OF THE YEAR部門でゴブタが3位、BEST IN ADAPTATION部門とACTION OR ADVENTURE ANIME OF THE YEAR部門で共に2位、BEST IN ANIMATION EFFECTS AND SEQUENCE部門で5位、FANTASY OR MAGICAL ANIME OF THE YEARで1位をそれぞれ獲得している。
「ABEMAアニメチャンネル」が集計した2021年冬クールの累計視聴数ランキングでは本作の第2期第1部が『Re:ゼロから始める異世界生活 2nd season』に次ぐ2位を、2021年夏クールの累計視聴数ランキングでは本作の第2期第2部が『アイドリッシュセブン Third BEAT!』に次ぐ2位をそれぞれ獲得している。
「ニュータイプアニメアワード2021-2022」ではマスコットキャラクター賞でリムル＝テムペストが2位、男性キャラクター賞でリムル＝テムペストが9位、監督賞で中山敦史が10位、脚本賞で筆安一幸が8位、作品賞 (TV) で8位をそれぞれ獲得している。

### 各話リスト

#### 本編
| 話数     | サブタイトル                | 脚本              | 絵コンテ                                          | 演出                                                             | 作画監督 | 総作画監督                                                       | 初放送日       |       |       |       |       |       |       |       |       |       |       |       |       |       |       |       |       |       |
| 第1期    | 第1期                       | 第1期             | 第1期                                             | 第1期                                                            | 第1期 | 第1期                                                            | 第1期          | 第1期 | 第1期 | 第1期 | 第1期 | 第1期 | 第1期 | 第1期 | 第1期 | 第1期 | 第1期 | 第1期 | 第1期 | 第1期 | 第1期 | 第1期 | 第1期 | 第1期 |
| -------- | --------------------------- | ----------------- | ------------------------------------------------- | ---------------------------------------------------------------- | --- | ---------------------------------------------------------------- | -------------- | ----- | ----- | ----- | ----- | ----- | ----- | ----- | ----- | ----- | ----- | ----- | ----- | ----- | ----- | ----- | ----- | ----- |
| 第1話    | 暴風竜ヴェルドラ            | 筆安一幸          | 菊地康仁                                          | 中山敦史                                                         | 米澤優 | 江畑諒真                                                         | 2018年 10月2日 |       |       |       |       |       |       |       |       |       |       |       |       |       |       |       |       |       |
| 第2話    | ゴブリンたちとの出会い      | 筆安一幸          | 小島正士                                          | 井之川慎太郎                                                     | 吉田龍一郎 是本晶                                                                                               | 江畑諒真                                                         | 10月9日        |       |       |       |       |       |       |       |       |       |       |       |       |       |       |       |       |       |
| 第3話    | ゴブリン村での戦い          | 筆安一幸          | 金崎貴臣                                          | 登坂晋                                                           | 和田伸一 二宮奈那子                                                                                             | 高岡じゅんいち                                                   | 10月16日       |       |       |       |       |       |       |       |       |       |       |       |       |       |       |       |       |       |
| 第4話    | ドワーフの王国にて          | 筆安一幸          | 吉田泰三                                          | 谷澤篤金                                                         | 吉田正幸 塚本歩 柳瀬譲二                                                                                        | 桂憲一郎                                                         | 10月23日       |       |       |       |       |       |       |       |       |       |       |       |       |       |       |       |       |       |
| 第5話    | 英雄王ガゼル・ドワルゴ      | 筆安一幸          | 高岡じゅんいち                                    | 森義博                                                           | 山内則康 小林利充 糸島雅彦                                                                                      | 高岡じゅんいち                                                   | 10月30日       |       |       |       |       |       |       |       |       |       |       |       |       |       |       |       |       |       |
| 第6話    | シズ                        | 筆安一幸          | 小島正士                                          | 伊藤康裕                                                         | 吉田龍一郎 小島彰 藤田正幸 石井かおり                                                                           | 桂憲一郎                                                         | 11月6日        |       |       |       |       |       |       |       |       |       |       |       |       |       |       |       |       |       |
| 第7話    | 爆炎の支配者                | 筆安一幸          | 小島正士                                          | 中山敦史                                                         | 米澤優 | 桂憲一郎                                                         | 11月13日       |       |       |       |       |       |       |       |       |       |       |       |       |       |       |       |       |       |
| 第8話    | 受け継がれる想い            | 筆安一幸          | 寺東克己                                          | 堂山卓見                                                         | 小澤早依子 | 豆塚隆                                                           | 11月20日       |       |       |       |       |       |       |       |       |       |       |       |       |       |       |       |       |       |
| 第9話    | 大鬼族の襲撃                | 筆安一幸          | 寺東克己                                          | 登坂晋                                                           | 酒井秀基 吉田正幸 和田伸一                                                                                      | 高岡じゅんいち                                                   | 11月27日       |       |       |       |       |       |       |       |       |       |       |       |       |       |       |       |       |       |
| 第10話   | オークロード                | 筆安一幸          | 名村英敏                                          | 谷澤篤金                                                         | 塚本歩 柳瀬譲二 二宮奈那子                                                                                      | 桂憲一郎                                                         | 12月4日        |       |       |       |       |       |       |       |       |       |       |       |       |       |       |       |       |       |
| 第11話   | ガビル参上！                | 筆安一幸          | 吉田泰三                                          | 笹原嘉文                                                         | 松井啓一郎 小澤早依子                                                                                           | 豆塚隆                                                           | 12月11日       |       |       |       |       |       |       |       |       |       |       |       |       |       |       |       |       |       |
| 第12話   | 狂いゆく歯車                | 筆安一幸          | 名和宗則                                          | 森義博                                                           | 梶浦紳一郎 小林利充 糸島雅彦 山内則康                                                                           | 豆塚隆 桂憲一郎                                                  | 12月18日       |       |       |       |       |       |       |       |       |       |       |       |       |       |       |       |       |       |
| 第13話   | 大激突                      | 筆安一幸          | 頂真司                                            | 中山敦史                                                         | 吉田正幸 吉田龍一郎 塚本歩                                                                                      | 桂憲一郎                                                         | 12月25日       |       |       |       |       |       |       |       |       |       |       |       |       |       |       |       |       |       |
| 第14話   | 全てを喰らう者              | 筆安一幸          | 小島正士                                          | 伊藤康裕                                                         | 柳瀬譲二 和田伸一 小島彰 伊藤康裕                                                                               | 豆塚隆                                                           | 2019年 1月8日  |       |       |       |       |       |       |       |       |       |       |       |       |       |       |       |       |       |
| 第15話   | ジュラの森大同盟            | 筆安一幸          | 寺東克己                                          | 山田晃                                                           | 上原史也 原田峰文                                                                                               | 高岡じゅんいち                                                   | 1月15日        |       |       |       |       |       |       |       |       |       |       |       |       |       |       |       |       |       |
| 第16話   | 魔王ミリム来襲              | 筆安一幸          | 菊地康仁 小島正士                                 | 名和宗則                                                         | 小島彰 南伸一郎 和田伸一 門智昭 酒井秀基 吉田龍一郎                                                             | 桂憲一郎                                                         | 1月22日        |       |       |       |       |       |       |       |       |       |       |       |       |       |       |       |       |       |
| 第17話   | 集う者達                    | 筆安一幸          | 小島正士                                          | 登坂晋                                                           | 大西陽一 酒井秀基 清水博幸 中島美子                                                                             | 高岡じゅんいち                                                   | 1月29日        |       |       |       |       |       |       |       |       |       |       |       |       |       |       |       |       |       |
| 第18話   | 忍び寄る悪意                | 筆安一幸          | 小島正士 菊地康仁                                 | 森義博                                                           | 山内則康 小林利充 糸島雅彦 猿渡聖加                                                                             | 桂憲一郎                                                         | 2月5日         |       |       |       |       |       |       |       |       |       |       |       |       |       |       |       |       |       |
| 第19話   | 暴風大妖渦                  | 筆安一幸          | 菊地康仁 吉田りさこ                               | 中山敦史                                                         | 富岡隆司 吉田正幸 塚本歩 大西陽一 清水博幸 和田伸一 中島美子 吉田龍一郎 小島彰                                  | 豆塚隆                                                           | 2月12日        |       |       |       |       |       |       |       |       |       |       |       |       |       |       |       |       |       |
| 第20話   | ユウキ・カグラザカ          | 筆安一幸          | 小島正士                                          | 谷澤篤金                                                         | 度會竜司 森悦史 今岡大 伊藤智子 八木澤修平 二宮奈那子                                                           | 高岡じゅんいち                                                   | 2月19日        |       |       |       |       |       |       |       |       |       |       |       |       |       |       |       |       |       |
| 第21話   | シズさんの教え子達          | 筆安一幸          | 寺東克己                                          | 安川央里                                                         | 吉田和香子 米澤優 鵜池一馬 松本弘 松井理和子 門智昭 斉藤和也                                                    | 豆塚隆                                                           | 2月26日        |       |       |       |       |       |       |       |       |       |       |       |       |       |       |       |       |       |
| 第22話   | 迷宮攻略                    | 筆安一幸          | 頂真司                                            | 深瀬重                                                           | 清水拓磨 柿畑文乃 王悦春 瀧澤茉夕 金海淑                                                                        | 酒井秀基                                                         | 3月5日         |       |       |       |       |       |       |       |       |       |       |       |       |       |       |       |       |       |
| 第23話   | 救われる魂                  | 筆安一幸          | 小島正士                                          | 登坂晋                                                           | 小島彰 清水博幸 塚本歩 中島美子 吉田龍一朗 和田伸一                                                             | 高岡じゅんいち                                                   | 3月12日        |       |       |       |       |       |       |       |       |       |       |       |       |       |       |       |       |       |
| 第24話   | 外伝：黒と仮面              | 筆安一幸          | 頂真司                                            | 名和宗則                                                         | 江畑諒真 菊地康仁 富岡隆司 吉田正幸 梅田貴嗣 二宮奈那子 鵜池一馬 大西陽一 門智昭 高岡じゅんいち 小島彰 度會竜司 | 江畑諒真                                                         | 3月19日        |       |       |       |       |       |       |       |       |       |       |       |       |       |       |       |       |       |
| 第24.5話 | 閑話：ヴェルドラ日記        | 筆安一幸          | 中山敦史（ディレクター）                          | 中山敦史（ディレクター）                                         | 中山敦史（ディレクター）                                                                                        | 中山敦史（ディレクター）                                         | 3月26日        |       |       |       |       |       |       |       |       |       |       |       |       |       |       |       |       |       |
| 第2期    |                             |                   |                                                   |                                                                  | |                                                                  |                |       |       |       |       |       |       |       |       |       |       |       |       |       |       |       |       |       |
| 第24.9話 | 閑話：ヒナタ・サカグチ      | 筆安一幸          | 中山敦史                                          | 中山敦史（ディレクター） 川部智貴（ディレクター） 米澤優（作画） | 中山敦史（ディレクター） 川部智貴（ディレクター） 米澤優（作画）                                                | 桂憲一郎                                                         | 2021年 1月5日  |       |       |       |       |       |       |       |       |       |       |       |       |       |       |       |       |       |
| 第25話   | リムルの忙しい日々          | 筆安一幸          | 中山敦史 江畑諒真                                 | 名和宗則                                                         | 吉田竜一郎 島崎望                                                                                               | 伊藤智子                                                         | 1月12日        |       |       |       |       |       |       |       |       |       |       |       |       |       |       |       |       |       |
| 第26話   | 獣王国との交易              | 筆安一幸          | 吉田泰三                                          | 江口大輔                                                         | 和田伸一 牛ノ濱由惟                                                                                             | 中野圭哉                                                         | 1月19日        |       |       |       |       |       |       |       |       |       |       |       |       |       |       |       |       |       |
| 第27話   | 楽園、再び                  | 筆安一幸          | 清水聡                                            | 北村将                                                           | 二宮奈那子 田中亜優                                                                                             | 酒井秀基                                                         | 1月26日        |       |       |       |       |       |       |       |       |       |       |       |       |       |       |       |       |       |
| 第28話   | 謀略のファルムス王国        | 筆安一幸          | 小島正士                                          | 加藤顕                                                           | 徳田拓也 清水拓磨 酒井KEI Zearth Sato 柿畑文乃 何紫薇 余彦祖                                                    | 田中雄一                                                         | 2月2日         |       |       |       |       |       |       |       |       |       |       |       |       |       |       |       |       |       |
| 第29話   | 厄災の前奏曲                | 筆安一幸          | 吉田泰三                                          | 吉田俊司                                                         | 上原史也 | 伊藤智子                                                         | 2月9日         |       |       |       |       |       |       |       |       |       |       |       |       |       |       |       |       |       |
| 第30話   | 動き出す麗人                | 筆安一幸          | 清水聡 小島正士                                   | 石川俊介                                                         | 吉田竜一郎 島崎望                                                                                               | 中野圭哉 山崎秀樹                                                | 2月16日        |       |       |       |       |       |       |       |       |       |       |       |       |       |       |       |       |       |
| 第31話   | 絶望                        | 筆安一幸          | 清水聡                                            | 名和宗則 加藤大志 田中貴大                                       | 和田伸一 関口雅浩 牛ノ濱由惟 田中亜優 中智あすか 大野勉                                                         | 田中雄一 伊藤智子 中野圭哉                                       | 2月23日        |       |       |       |       |       |       |       |       |       |       |       |       |       |       |       |       |       |
| 第32話   | 希望                        | 筆安一幸          | 頂真司                                            | 藤原和々                                                         | 上西麻耶 亀田朋幸 清水勝祐                                                                                      | 田中雄一 伊藤智子 酒井秀基                                       | 3月2日         |       |       |       |       |       |       |       |       |       |       |       |       |       |       |       |       |       |
| 第33話   | 全てを賭けて                | 筆安一幸          | 頂真司                                            | 深瀬重                                                           | 萩原省智 清水拓磨 酒井KEI Zearth Sato 柿畑文乃                                                                  | 酒井秀基                                                         | 3月9日         |       |       |       |       |       |       |       |       |       |       |       |       |       |       |       |       |       |
| 第34話   | 神之怒                      | 筆安一幸          | 清水聡                                            | 江口大輔                                                         | 菊地康仁 山崎秀樹 二宮奈那子 藤田正幸 吉田竜一郎 大野勉 島崎望 宮沢聖麿 小美野雅彦                              | 中野圭哉 酒井秀基                                                | 3月16日        |       |       |       |       |       |       |       |       |       |       |       |       |       |       |       |       |       |
| 第35話   | 魔王誕生                    | 筆安一幸          | 清水聡                                            | 北村将                                                           | 牛ノ濱由惟 田中亜優 亀田朋幸 和田伸一 菊地康仁 菅原裕幸                                                         | 田中雄一 伊藤智子 酒井秀基                                       | 3月23日        |       |       |       |       |       |       |       |       |       |       |       |       |       |       |       |       |       |
| 第36話   | 解き放たれし者              | 筆安一幸          | 清水聡                                            | 石川俊介                                                         | 菊地康仁 吉田竜一郎 清水勝祐 菅原裕幸 中島美子 和田伸一 牛ノ濱由惟 小美野雅彦                                   | 酒井秀基 中野圭哉 田中雄一 伊藤智子                              | 3月30日        |       |       |       |       |       |       |       |       |       |       |       |       |       |       |       |       |       |
| 第36.5話 | 閑話：ヴェルドラ日記2       | 筆安一幸          | 中山敦史                                          | 中山敦史（ディレクター） 川部智貴（ディレクター） 米澤優（作画） | 中山敦史（ディレクター） 川部智貴（ディレクター） 米澤優（作画）                                                | -                                                                | 6月29日        |       |       |       |       |       |       |       |       |       |       |       |       |       |       |       |       |       |
| 第37話   | 訪れる者たち                | 筆安一幸          | 清水聡                                            | 中山敦史                                                         | 米澤優（作画）                                                                                                  | -                                                                | 7月6日         |       |       |       |       |       |       |       |       |       |       |       |       |       |       |       |       |       |
| 第38話   | 人魔会談                    | 筆安一幸          | 頂真司                                            | 佐沼ケン                                                         | 池田結姫 今門卓也 村上史明 水竹修治 市川沙央里                                                                  | 伊藤智子                                                         | 7月13日        |       |       |       |       |       |       |       |       |       |       |       |       |       |       |       |       |       |
| 第39話   | ラミリスの報せ              | 筆安一幸          | 小島正士                                          | 東亮佑                                                           | 酒井KEI 辻浩樹 清水拓磨 柿畑文乃 Zearth Sato 王其琪 徐学武                                                      | 酒井秀基 中野圭哉 伊藤智子                                       | 7月20日        |       |       |       |       |       |       |       |       |       |       |       |       |       |       |       |       |       |
| 第40話   | 会議は踊る                  | 筆安一幸          | 小島正士                                          | 中村良                                                           | 小林利充 Jeong Yeon soon Park Hoon Joung Eun joung kim Yoon jung                                                | 中野圭哉 田中雄一 山崎秀樹 酒井秀基 小美野雅彦                   | 7月27日        |       |       |       |       |       |       |       |       |       |       |       |       |       |       |       |       |       |
| 第41話   | 会戦前夜                    | 筆安一幸          | 清水聡                                            | 藤原和々                                                         | 中村和代 清水勝祐 安達祐輔 杨国福 黄凤 小七 陈洁琼 陈峰 赵小玲                                                  | 中野圭哉 田中雄一 山崎秀樹 酒井秀基 小美野雅彦                   | 8月3日         |       |       |       |       |       |       |       |       |       |       |       |       |       |       |       |       |       |
| 第42話   | 魔王たち                    | 筆安一幸          | 清水聡                                            | 佐沼ケン                                                         | 池田結姫 古徳真美 西森有希 鈴木奈都子 水竹修治                                                                  | 伊藤智子                                                         | 8月10日        |       |       |       |       |       |       |       |       |       |       |       |       |       |       |       |       |       |
| 第43話   | 開宴の合図                  | 筆安一幸          | 吉田泰三                                          | 名和宗則                                                         | 菅原裕幸 牛ノ濱由惟 島崎望 吉田竜一郎 紺野美喜 後藤麻梨子                                                       | 中野圭哉 酒井秀基 田中雄一 山崎秀樹 小美野雅彦                   | 8月17日        |       |       |       |       |       |       |       |       |       |       |       |       |       |       |       |       |       |
| 第44話   | 因縁の地で                  | 筆安一幸          | 小島正士                                          | 北村将                                                           | 田中亜優 和田伸一 本田創一 亀田朋幸                                                                             | 中野圭哉 酒井秀基 田中雄一 山崎秀樹 小美野雅彦                   | 8月24日        |       |       |       |       |       |       |       |       |       |       |       |       |       |       |       |       |       |
| 第45話   | 示指のアダルマン            | 筆安一幸          | 清水聡                                            | 深瀬重                                                           | 清水拓磨 柿畑文乃 宇津野奈緒美 Zearth Sato 松下順子 齊藤香織 徐学武                                             | 酒井秀基 中野圭哉 山崎秀樹 田中雄一 小美野雅彦 菊地康仁          | 8月31日        |       |       |       |       |       |       |       |       |       |       |       |       |       |       |       |       |       |
| 第46話   | 魔王達の宴 〜ワルプルギス〜 | 筆安一幸          | 清水聡                                            | 榎田敬宏                                                         | 竹田逸子 徳永久美子 沼田広 Lee jong kyong                                                                       | 伊藤智子 山崎秀樹                                                | 9月7日         |       |       |       |       |       |       |       |       |       |       |       |       |       |       |       |       |       |
| 第47話   | 起死回生                    | 筆安一幸          | 清水聡                                            | 名和宗則                                                         | 小菅和久 牛ノ濱由惟 大野勉 吉田竜一郎 菅原裕幸 八木澤修平 上村牧子 関口雅浩 島田英明 髙井里沙                   | 酒井秀基 伊藤智子 中野圭哉 山崎秀樹 田中雄一 菊地康仁 小美野雅彦 | 9月14日        |       |       |       |       |       |       |       |       |       |       |       |       |       |       |       |       |       |
| 第48話   | 八星魔王                    | 筆安一幸          | 清水聡                                            | 江口大輔                                                         | 本田創一 島崎望 和田伸一 亀田朋幸 田中亜優 しまだひであき 吉田竜一朗 和島大貴 髙井里沙 関口雅浩 牛ノ濱由惟      | 酒井秀基 伊藤智子 山﨑秀樹 中野圭哉 田中雄一 小美野雅彦          | 9月21日        |       |       |       |       |       |       |       |       |       |       |       |       |       |       |       |       |       |
| 第3期    |                             |                   |                                                   |                                                                  | |                                                                  |                |       |       |       |       |       |       |       |       |       |       |       |       |       |       |       |       |       |
| 第48.5話 | 閑話：ディアブロ日記        | 根元歳三 筆安一幸 | 中山敦史（ディレクター） 相笠文寿（ディレクター） | 中山敦史（ディレクター） 相笠文寿（ディレクター）                | 中山敦史（ディレクター） 相笠文寿（ディレクター）                                                               | -                                                                | 2024年 3月31日 |       |       |       |       |       |       |       |       |       |       |       |       |       |       |       |       |       |
| 第49話   | 悪魔と策謀                  | 根元歳三          | 小島正士                                          | 大脊戸聡                                                         | 伊藤智子 古林杏子 宮沢聖麿 斉藤和也                                                                             | 伊藤智子                                                         | 4月5日         |       |       |       |       |       |       |       |       |       |       |       |       |       |       |       |       |       |
| 第50話   | 聖人の思惑                  | 根元歳三          | 小島正士                                          | 陳暁燦                                                           | 外崎小鉄 立石良子 髙阪花世 さゆみれい 阿部友葉 関美穂乃 松井雲丹 官林小絶                                       | 伊藤智子 シノミン                                                | 4月12日        |       |       |       |       |       |       |       |       |       |       |       |       |       |       |       |       |       |
| 第51話   | 平和な日々                  | 根元歳三          | 頂真司                                            | 山内東生雄                                                       | 𠮷田肇 高橋こう平                                                                                               | 伊藤智子 シノミン                                                | 4月19日        |       |       |       |       |       |       |       |       |       |       |       |       |       |       |       |       |       |
| 第52話   | それぞれの役割              | 入江信吾          | 吉田泰三                                          | 山内東生雄                                                       | 外山陽介 冨沢和雄 山下聖美 清水勝祐 中森良治 向山祐治 服部憲知 育松アニメーション制作有限公司                   | 伊藤智子 シノミン 吉田和香子 山﨑秀樹                            | 4月26日        |       |       |       |       |       |       |       |       |       |       |       |       |       |       |       |       |       |
| 第53話   | 両翼会議                    | 奥村惇一朗        | 小島正士                                          | 友田政晴                                                         | 伊藤智子 シノミン 松本弘 下畑進 北畠久美子 古田雅俊 酒井真紀 西端花恋                                           | -                                                                | 5月3日         |       |       |       |       |       |       |       |       |       |       |       |       |       |       |       |       |       |
| 第54話   | 迫り来る者達                | 根元歳三          | 頂真司                                            | 陳暁燦                                                           | 阿部友葉 南伸一郎 松本勝次 有賀建真 アートベースバン 李傑                                                       | 伊藤智子 シノミン                                                | 5月10日        |       |       |       |       |       |       |       |       |       |       |       |       |       |       |       |       |       |
| 第55話   | 聖魔激突                    | 入江信吾          | 大脊戸聡 山﨑秀樹                                 | 大脊戸聡                                                         | 山﨑秀樹 田中亜優 大野勉                                                                                        | 伊藤智子 山﨑秀樹                                                | 5月17日        |       |       |       |       |       |       |       |       |       |       |       |       |       |       |       |       |       |
| 第56話   | ボタンのかけ違い            | 奥村惇一朗        | 清水聡                                            | 室谷靖                                                           | 古林杏子 山﨑秀樹 吉田和香子 菊地康仁                                                                           | 伊藤智子 山﨑秀樹                                                | 5月24日        |       |       |       |       |       |       |       |       |       |       |       |       |       |       |       |       |       |
| 第57話   | 七曜暗躍                    | 樋口達人          | 大塚健                                            | 鈴木真彦                                                         | 山﨑秀樹 斉藤和也 市ノ川聡 牛ノ濱由惟 齊藤香織                                                                  | 山﨑秀樹 菊地康仁                                                | 5月31日        |       |       |       |       |       |       |       |       |       |       |       |       |       |       |       |       |       |
| 第58話   | 神と魔王                    | 根元歳三          | 三室健太                                          | 筑紫大介                                                         | 伊藤智子 山﨑秀樹 瀧原晶子 田中亜優 山本径子 末永仁志 山田芹香 藪中美代                                         | 伊藤智子 山﨑秀樹                                                | 6月7日         |       |       |       |       |       |       |       |       |       |       |       |       |       |       |       |       |       |
| 第59話   | 和解と協定                  | 根元歳三          | 小島正士                                          | 津田尚克 廣原寧人                                                | 廣原寧人（作画） 西端花恋（料理作監）                                                                           | 伊藤智子 山﨑秀樹                                                | 6月14日        |       |       |       |       |       |       |       |       |       |       |       |       |       |       |       |       |       |
| 第60話   | 開催準備                    | 入江信吾          | 和田高明                                          | 和田高明                                                         | 近有希 高橋敦子 大塚夢乃 程震雷 江湧 HU 末永仁志 山田芹香 藪中美代 林春花                                       | 吉田和香子 山﨑秀樹 シノミン                                     | 6月21日        |       |       |       |       |       |       |       |       |       |       |       |       |       |       |       |       |       |
| 第61話   | 各国と招待状                | 奥村惇一朗        | 室谷靖                                            | 室谷靖                                                           | 市ノ川聡 田中亜優 南雄二郎                                                                                      | 吉田和香子                                                       | 6月28日        |       |       |       |       |       |       |       |       |       |       |       |       |       |       |       |       |       |
| 第62話   | 迷宮と暴風竜                | 樋口達人          | 黒崎豪                                            | 陳暁燦                                                           | シノミン 本田敬一 宮川茜 南雄二郎 山田芹香 末永仁志                                                             | -                                                                | 7月5日         |       |       |       |       |       |       |       |       |       |       |       |       |       |       |       |       |       |
| 第63話   | 謁見式                      | 根元歳三          | 清水聡                                            | 大脊戸聡                                                         | 持田真治 伊藤智子                                                                                               | -                                                                | 7月19日        |       |       |       |       |       |       |       |       |       |       |       |       |       |       |       |       |       |
| 第64話   | ベニマルの受難              | 入江信吾          | 筑紫大介                                          | 筑紫大介                                                         | シノミン 宮川茜 山田芹香 末永仁志 隣アニメーション Bellamy Luna Brooks                                          | シノミン 宮川茜                                                  | 7月26日        |       |       |       |       |       |       |       |       |       |       |       |       |       |       |       |       |       |
| 第65話   | 閃光の勇者                  | 樋口達人          | 東出太                                            | 江副仁美                                                         | 山﨑秀樹 斉藤和也 しまだひであき 山田芹香 末永仁志                                                              | 山﨑秀樹 清水空翔                                                | 8月2日         |       |       |       |       |       |       |       |       |       |       |       |       |       |       |       |       |       |
| 第65.5話 | 閑話：ルミナスメモリーズ    | 根元歳三          | 相笠文寿（ディレクター）                          | 相笠文寿（ディレクター）                                         | 相笠文寿（ディレクター）                                                                                        | -                                                                | 8月10日        |       |       |       |       |       |       |       |       |       |       |       |       |       |       |       |       |       |
| 第66話   | 千客万来                    | 奥村惇一朗        | 新田千尋                                          | migmi                                                            | 伊藤智子 吉田和香子 古林杏子 下畑進 北畠久美子 古田雅俊 酒井真紀 西端花恋 羽生貴之                              | 吉田和香子 清水空翔                                              | 8月16日        |       |       |       |       |       |       |       |       |       |       |       |       |       |       |       |       |       |
| 第67話   | 前夜祭                      | 根元歳三          | 新田千尋                                          | 中山敦史                                                         | 渡部由紀子（作画） 瀧原晶子（料理作監）                                                                         | -                                                                | 8月23日        |       |       |       |       |       |       |       |       |       |       |       |       |       |       |       |       |       |
| 第68話   | 開国祭                      | 入江信吾          | 新田千尋 奥山潔                                   | 大脊戸聡                                                         | 吉田和香子 古林杏子 しまだひであき 渡部由紀子                                                                   | 吉田和香子                                                       | 8月30日        |       |       |       |       |       |       |       |       |       |       |       |       |       |       |       |       |       |
| 第69話   | 武闘大会                    | 樋口達人          | 大塚健                                            | 室谷靖                                                           | 菊地康仁 山﨑秀樹 田中亜優 持田真治 中屋了                                                                      | 山﨑秀樹 伊藤智子 宮川茜                                         | 9月6日         |       |       |       |       |       |       |       |       |       |       |       |       |       |       |       |       |       |
| 第70話   | 勇者との決着                | 奥村惇一朗        | 小島正士                                          | 鈴木菜つみ                                                       | 山田芹香 末永仁志 林春花 宮川茜 古林杏子 しまだひであき 石黒美知子 持田真治 南雄二郎                            | シノミン 宮川茜                                                  | 9月13日        |       |       |       |       |       |       |       |       |       |       |       |       |       |       |       |       |       |
| 第71話   | 迷宮開放                    | 入江信吾          | 津田尚克 廣原寧人                                 | 津田尚克                                                         | 廣原寧人（作画）                                                                                                | 吉田和香子 山﨑秀樹                                              | 9月20日        |       |       |       |       |       |       |       |       |       |       |       |       |       |       |       |       |       |
| 第72話   | 祭の後                      | 樋口達人          | 小島正士                                          | 筑紫大介                                                         | 伊藤智子 シノミン 山﨑秀樹                                                                                      | 伊藤智子                                                         | 9月27日        |       |       |       |       |       |       |       |       |       |       |       |       |       |       |       |       |       |

#### 『コリウスの夢』
| 話数  | サブタイトル | 絵コンテ | 演出     | 作画監督                                                          | 総作画監督        |
| ----- | ------------ | -------- | -------- | ----------------------------------------------------------------- | ----------------- |
| 第1話 | コリウス国へ | 小島正士 | 筑紫大介 | 伊藤智子 古林杏子 吉田和香子 斉藤和也 牛ノ濱由惟 高橋敦子         | 伊藤智子          |
| 第2話 | 大怪盗サトル | 清水聡   | 白石道太 | 大塚多恵子 片岡恵美子 松下純子 山本里織 倉谷奈緒 松井雲丹 Big Owl | 伊藤智子 シノミン |
| 第3話 | 紫と薔薇     | 大塚健   | 筑紫大介 | もりともこ 田中亜優 シノミン 吉田和香子                           | もりともこ        |

#### 番外編OAD
| 巻数   | サブタイトル                       | 絵コンテ | 演出         | 作画監督                                                     | 総作画監督                 |
| ------ | ---------------------------------- | -------- | ------------ | ------------------------------------------------------------ | -------------------------- |
| 第12巻 | 外伝：Mの悲劇？                    | 小島正士 | 井之川慎太郎 | 小島彰 吉田龍一郎 藤田正幸 和田伸一 鵜池一馬 門智昭 清水博幸 | 豆塚隆                     |
| 第13巻 | 外伝：HEY！尻！                    | 吉田泰三 | 中田誠       | 上原史也 一芝剛志                                            | 豆塚隆                     |
| 第14巻 | 外伝：リムルの華麗な教師生活 その1 | 吉田泰三 | 中山敦史     | 吉田和香子 吉田龍一郎 島崎望                                 | 酒井秀基                   |
| 第15巻 | 外伝：リムルの華麗な教師生活 その2 | 頂真司   | 深瀬重       | 清水拓磨 萩原省智 徳田拓也 青木裕子 五月麻帆                 | 酒井秀基                   |
| 第16巻 | 外伝：リムルの華麗な教師生活 その3 | 頂真司   | 安川央里     | 島崎望 伊藤智子 吉田竜一郎 牛ノ濱由惟 永井里奈               | 伊藤智子 中野恵哉 酒井秀基 |

#### 番外編2 『転生したらスライムだった件 転スラ日記』
| 話数   | サブタイトル               | 絵コンテ                         | 演出              | 作画監督 | 総作画監督                        | 初放送日      |
| ------ | -------------------------- | -------------------------------- | ----------------- | --- | --------------------------------- | ------------- |
| 1日記  | 魔物の町の住人たち         | 生原雄次 井之川慎太郎            | 井之川慎太郎      | 髙井里沙 森田和明 高橋裕一 中山みゆき 紺野美喜 黒川あゆみ                                                                              | 入江篤 森田和明                   | 2021年 4月6日 |
| 2日記  | 春の空気と                 | 井之川慎太郎 ロネクレア 伊能章博 | 尋田耕輔          | 佐藤弘明 シノミン 古林杏子 黒川あゆみ しまだひであき 橋本明日美                                                                        | 入江篤 森田和明                   | 4月13日       |
| 3日記  | ジュラの夏                 | 井之川慎太郎 登坂晋              | 登坂晋 玉田博     | 飯塚正則 関口雅浩 | 入江篤 森田和明                   | 4月20日       |
| 4日記  | 水着で一日                 | 山本裕介                         | 山本裕介          | 古林杏子 中山みゆき 黒川あゆみ | 入江篤 森田和明                   | 4月27日       |
| 5日記  | 再現ナツマツリ             | 登坂晋 清水聡                    | 登坂晋            | 菊地康仁 桂憲一郎 小菅和久 しまだひであき 関口雅浩 瀧原晶子 森悦史                                                                     | 入江篤 森田和明 山崎秀樹 髙井里沙 | 5月4日        |
| 6日記  | うつろいかわる             | 小島正士                         | 深瀬重            | 入江篤 鎌田均 萩原省智 齊藤香織 松下純子 酒井啓史 松村康功 佐々木洋也 Zearth Sato                                                      | 中山みゆき                        | 5月11日       |
| 7日記  | 魔王が来た！               | 望月智充                         | 井之川慎太郎      | 古林杏子 シノミン 黒川あゆみ 橋本明日美 小美野雅彦 酒井秀基 八木澤修平 菅原裕幸 大平剛生                                               | 田中雄一 中野圭哉                 | 5月18日       |
| 8日記  | みのりの秋                 | 登坂晋 松尾陽子 田中タカユキ     | 三宅和男          | 高岡じゅんいち 菊地康仁 山﨑秀樹 小菅和久 牛ノ濱由惟 小美野雅彦 島崎望 橋本明日美 しまだひであき 萩原愛紗 古林杏子 奈良岡光 黒川あゆみ | 入江篤 森田和明 髙井里沙          | 5月25日       |
| 9日記  | 冬のおとずれ               | 小島正士                         | 中村良            | 小美戸幸代 小林利充 山崎千絵 | 小美戸幸代 入江篤                 | 6月1日        |
| 10日記 | 魔物の町の雪化粧           | 清水聡 小島正士                  | 佐々木勅嘉        | 古林杏子 シノミン しまだひであき 黒川あゆみ 橋本明日美 菊地康仁 小美野雅彦 小菅和久 関口雅浩 大平剛生 奈良岡光                         | 入江篤 森田和明 髙井里沙          | 6月8日        |
| 11日記 | サンタクロースはどこにいる | 小島正士 登坂晋                  | 三宅和男 名和宗則 | 菊地康仁 瀧原晶子 本田陸 関口雅浩 久保光寿 大平剛生 西川実希 橋本明日美 上村牧子 佐藤弘明 古林杏子 黒川あゆみ 野田猛                   | 入江篤 森田和明                   | 6月15日       |
| 12日記 | 正月を満喫                 | 望月智充 井之川慎太郎            | 深瀬重            | 菊地康仁 中山みゆき 関口雅浩 森悦史 橋本明日美 佐藤弘明 シノミン 古林杏子 黒川あゆみ 西川実希 紺野美喜 上村牧子                        | 入江篤 髙井里沙 森田和明          | 6月22日       |

#### web配信
ショートストーリー「救われるラミリス」がYouTube「BANDAI SPIRITS / バンダイスピリッツ」チャンネルより配信されている。元は第1期第23話のテレビ放送版では見られないディレクターズ・カット版（第1期のBD BOXに収録）のみに存在する部分であり、ベレッタの誕生経緯が描かれている。なお、アニメ制作会社やメインスポンサーが同系列の『マクロスF』から主役メカのVF-25 メサイアが正式な許可のもとで登場している。

### 放送局
| 放送期間                      | 放送時間                     | 放送局       | 対象地域   | 備考                             |
| ----------------------------- | ---------------------------- | ------------ | ---------- | -------------------------------- |
| 2018年10月2日 - 2019年3月26日 | 火曜 0:00 - 0:30（月曜深夜） | BS11         | 日本全域   | 製作参加 / BS放送 / 『ANIME+』枠 |
|                               |                              | TOKYO MX     | 東京都     |                                  |
|                               | 火曜 1:00 - 1:30（月曜深夜） | テレビ神奈川 | 神奈川県   |                                  |
| 2018年10月3日 - 2019年3月27日 | 水曜 3:30 - 4:00（火曜深夜） | 毎日放送     | 近畿広域圏 | 『アニメ特区』第3部              |

| 配信開始日     | 配信時間           | 配信サイト |
| -------------- | ------------------ | --- |
| 2018年10月3日  | 水曜 12:00 更新    | dアニメストア Amazon Prime Video GYAO!ストア Google Play J:COMオンデマンド TSUTAYA TV DMM.com ニコニコ動画 HAPPY!動画 ひかりTV ビデオパス ビデオマーケット PlayStation Video milplus music.jp ムービーフルPlus Rakuten TV |
|                | 水曜 23:00 - 23:30 | ニコニコ生放送 |
| 2018年10月10日 | 水曜 12:00 更新    | アニメ放題 AbemaTV Netflix dTV Hulu U-NEXT バンダイチャンネル |

| 放送期間                                                                                           | 放送時間                     | 放送局         | 対象地域   | 備考                             |
| -------------------------------------------------------------------------------------------------- | ---------------------------- | -------------- | ---------- | -------------------------------- |
| 2021年1月12日 - 9月21日                                                                            | 火曜 23:00 - 23:30           | TOKYO MX       | 東京都     |                                  |
| | 火曜 23:30 - 水曜 0:00       | BS11           | 日本全域   | 製作参加 / BS放送 / 『ANIME+』枠 |
| 2021年1月13日 - 9月22日                                                                            | 水曜 0:00 - 0:30（火曜深夜） | とちぎテレビ   | 栃木県     |                                  |
| | 水曜 0:30 - 1:00（火曜深夜） | 群馬テレビ     | 群馬県     |                                  |
| | 水曜 1:35 - 2:05（火曜深夜） | テレビ北海道   | 北海道     |                                  |
| | 水曜 2:05 - 2:35（火曜深夜） | テレビ愛知     | 愛知県     |                                  |
| | 水曜 3:05 - 3:35（火曜深夜） | TVQ九州放送    | 福岡県     |                                  |
| | 水曜 3:30 - 4:00（火曜深夜） | 毎日放送       | 近畿広域圏 | 『アニメ特区』第3部              |
| | 水曜 21:30 - 22:00           | AT-X           | 日本全域   | CS放送 / リピート放送あり        |
| 2021年1月16日 - 9月25日                                                                            | 土曜 1:55 - 2:25（金曜深夜） | テレビユー福島 | 福島県     | [ 64 ]                           |
| | 土曜 21:00 - 21:30           | アニマックス   | 日本全域   | BS/CS放送                        |
| 第2期第1部（1月 - 3月）、「転スラ日記」（4月 - 6月）、第2期第2部（7月 - 9月）の順に9か月連続放送。 |                              |                |            |                                  |

| 配信開始日 | 配信時間                     | 配信サイト | 備考         |
| --- | ---------------------------- | --- | ------------ |
| 2021年1月13日 | 水曜 12:00 更新              | dアニメストア |              |
| | 水曜 12:00 以降順次更新      | Amazon Prime Video GYAO!ストア Google Play ココロビデオ J:COMオンデマンド TSUTAYA TV TELASA DMM.com ニコニコ動画 HAPPY!動画 バンダイチャンネル ひかりTV ビデオマーケット PlayStation Video milplus music.jp ムービーフルPlus Rakuten TV | 都度課金配信 |
| 2021年1月20日 |                              | Amazon Prime Video アニメ放題 ABEMA FOD J:COMオンデマンド TELASA dTV Netflix バンダイチャンネル ひかりTV Hulu milplus U-NEXT | 見放題配信   |
| | 水曜 23:30 - 木曜 0:00       | ABEMA |              |
| 2021年1月21日 | 木曜 0:00 - 0:30（水曜深夜） | ニコニコ生放送 |              |
| 2021年4月15日 | 木曜 0:30 - 1:00（水曜深夜） | GYAO! | [ 注 6 ]     |
| 第2期第1部（1月 - 3月）、「転スラ日記」（4月 - 6月）、第2期第2部（7月 - 9月）の順に9か月連続配信。 第24.9話「閑話：ヒナタ・サカグチ」は2021年1月6日正午より順次配信。 |                              | |              |

| 放送期間                 | 放送時間           | 放送局                               | 対象地域 | 備考                                 |
| ------------------------ | ------------------ | ------------------------------------ | -------- | ------------------------------------ |
| 2024年4月5日 - 9月27日   | 金曜 23:00 - 23:30 | 日本テレビ（製作参加）ほか系列全30局 | 日本国内 | 字幕放送 / 『FRIDAY ANIME NIGHT』枠  |
| 2024年4月6日 - 9月28日   | 土曜 22:00 - 22:30 | BS11                                 | 日本全域 | 製作参加 / BS放送 / 『ANIME+』枠     |
| 2024年4月7日 - 9月29日   | 日曜 21:00 - 21:30 | AT-X                                 | 日本全域 | CS放送 / 字幕放送 / リピート放送あり |
| 2024年4月20日 - 10月19日 | 土曜 20:00 - 20:30 | アニマックス                         | 日本全域 | BS/CS放送                            |

| 配信開始日    | 配信時間                  | 配信サイト | 備考         |
| ------------- | ------------------------- | --- | ------------ |
| 2024年4月6日  | 土曜 23:00 更新           | アニメ放題 Amazon Prime Video ABEMAプレミアム FOD auスマートパスプレミアム J:COM STREAM TELASA dアニメストア [ 注 9 ] DMM TV Disney+ Netflix バンダイチャンネル Hulu milplus U-NEXT Lemino |              |
|               |                           | Amazon Prime Video カンテレドーガ J:COM STREAM TELASA ニコニコチャンネル [ 注 10 ] HAPPY!動画 バンダイチャンネル ビデオマーケット milplus music.jp ムービーフルPlus Rakuten TV             | 都度課金配信 |
| 2024年4月10日 | 水曜 0:00（火曜深夜）更新 | ABEMA TVer 日テレTADA | 見逃し配信   |

### BD / DVD

#### BD
| 巻 | 発売日        | 収録話                              | 規格品番  |
| -- | ------------- | ----------------------------------- | --------- |
| 1  | 2019年1月29日 | 第1話 - 第6話                       | BCXA-1411 |
| 2  | 2019年3月26日 | 第7話 - 第12話                      | BCXA-1412 |
| 3  | 2019年5月24日 | 第13話 - 第18話                     | BCXA-1413 |
| 4  | 2019年7月26日 | 第19話 - 第24話 閑話:ヴェルドラ日記 | BCXA-1414 |

| 巻 | 発売日         | 収録話                                | 規格品番  |
| -- | -------------- | ------------------------------------- | --------- |
| 1  | 2021年3月26日  | 第25話 - 第30話 閑話:ヒナタ・サカグチ | BCXA-1609 |
| 2  | 2021年5月26日  | 第31話 - 第36話                       | BCXA-1610 |
| 3  | 2021年9月28日  | 第37話 - 第42話                       | BCXA-1611 |
| 4  | 2021年11月26日 | 第43話 - 第48話                       | BCXA-1612 |

| 巻 | 発売日        | 収録話        | 規格品番  |
| -- | ------------- | ------------- | --------- |
|    | 2024年2月28日 | 第1話 - 第3話 | BCXA-1856 |

| 巻 | 発売日        | 収録話         | 規格品番  |
| -- | ------------- | -------------- | --------- |
| 1  | 2021年6月25日 | 第1話 - 第6話  | BCXA-1613 |
| 2  | 2021年8月27日 | 第7話 - 第12話 | BCXA-1614 |

| 巻 | 発売日         | 収録話          | 規格品番  |
| -- | -------------- | --------------- | --------- |
| 1  | 2024年7月24日  | 第49話 - 第54話 | BCXA-1925 |
| 2  | 2024年8月28日  | 第55話 - 第60話 | BCXA-1926 |
| 3  | 2024年9月25日  |                 | BCXA-1927 |
| 4  | 2024年10月30日 |                 | BCXA-1928 |

#### DVD
| 巻 | 発売日        | 収録話                              | 規格品番  |
| -- | ------------- | ----------------------------------- | --------- |
| 1  | 2019年1月29日 | 第1話 - 第3話                       | BCBA-4931 |
| 2  | 2019年2月26日 | 第4話 - 第6話                       | BCBA-4932 |
| 3  | 2019年3月26日 | 第7話 - 第9話                       | BCBA-4933 |
| 4  | 2019年4月26日 | 第10話 - 第12話                     | BCBA-4934 |
| 5  | 2019年5月24日 | 第13話 - 第15話                     | BCBA-4935 |
| 6  | 2019年6月25日 | 第16話 - 第18話                     | BCBA-4936 |
| 7  | 2019年7月26日 | 第19話 - 第21話                     | BCBA-4937 |
| 8  | 2019年8月27日 | 第22話 - 第24話 閑話:ヴェルドラ日記 | BCBA-4938 |

| 巻 | 発売日         | 収録話                                | 規格品番  |
| -- | -------------- | ------------------------------------- | --------- |
| 1  | 2021年3月26日  | 第25話 - 第27話 閑話:ヒナタ・サカグチ | BCBA-5037 |
| 2  | 2021年4月27日  | 第28話 - 第30話                       | BCBA-5038 |
| 3  | 2021年5月26日  | 第31話 - 第33話                       | BCBA-5039 |
| 4  | 2021年6月25日  | 第34話 - 第36話                       | BCBA-5040 |
| 5  | 2021年9月28日  | 第37話 - 第39話                       | BCBA-5041 |
| 6  | 2021年10月27日 | 第40話 - 第42話                       | BCBA-5042 |
| 7  | 2021年11月26日 | 第43話 - 第45話                       | BCBA-5043 |
| 8  | 2021年12月24日 | 第46話 - 第48話                       | BCBA-5044 |

| 巻 | 発売日        | 収録話        | 規格品番  |
| -- | ------------- | ------------- | --------- |
|    | 2024年2月28日 | 第1話 - 第3話 | BCBA-5147 |

| 巻 | 発売日        | 収録話          | 規格品番  |
| -- | ------------- | --------------- | --------- |
| 1  | 2021年6月25日 | 第1話 - 第3話   | BCBA-5045 |
| 2  | 2021年7月28日 | 第4話 - 第6話   | BCBA-5046 |
| 3  | 2021年8月27日 | 第7話 - 第9話   | BCBA-5047 |
| 4  | 2021年9月28日 | 第10話 - 第12話 | BCBA-5048 |

| 巻 | 発売日         | 収録話          | 規格品番  |
| -- | -------------- | --------------- | --------- |
| 1  | 2024年7月24日  | 第49話 - 第54話 | BCBA-1925 |
| 2  | 2024年8月28日  | 第55話 - 第60話 | BCBA-1926 |
| 3  | 2024年9月25日  |                 | BCBA-1927 |
| 4  | 2024年10月30日 |                 | BCBA-1928 |

#### CD
転生したらスライムだった件 転生したら音楽だった件
2019年03月20日発売
転生したらスライムだった件 第2期 オリジナルサウンドトラック 転生したら音楽だった件2
2021年09月29日発売
転生したら映画の音楽だった件
2022年11月25日発売
劇場版 転生したらスライムだった件 紅蓮の絆編 主題歌・挿入歌アルバム 永遠の絆
2022年11月25日発売

### Webラジオ
転生したらスライムだった件 ジュラの森放送局
2018年9月27日から2019年4月4日まで毎週木曜日にHiBiKi Radio StationとFRESH LIVE響チャンネルより配信されていた。パーソナリティーはリムル役の岡咲美保とリグルド役の山本兼平。
転生したらスライムだった件 〜転スラジオ〜
2022年3月31日より12月22日まで超！A&G+にて毎週木曜21:00-21:30に配信されていた。パーソナリティはリムル役の岡咲美保。アシスタントはエレン役の熊田茜音。BS11公式YouTubeYouTubeチャンネルにもアーカイブ配信された。

### Web動画
「ヴェルドラのスライム観察日記 番外編」
スーモとのコラボ企画「転居するならスーモだった件」として配信のコラボ動画。大賢者のコメントで進むため音声や動きはほぼない。
| 話数  | サブタイトル                 | 配信日         |
| ----- | ---------------------------- | -------------- |
| 第1回 | ヴェルドラの悩み             | 2020年 2月18日 |
| 第2回 | イフリートの悩み             | 2月21日        |
| 第3回 | ルームシェアする人の話し合い | 2月26日        |
「幻日のリムル -SUNSHINE in the SLIME-」
「幻日のヨハネ -SUNSHINE in the MIRROR-」とのコラボショートアニメ。YouTubeにて前編が2023年6月21日、後編が7月18日に配信された。
| 日本テレビ系列 FRIDAY ANIME NIGHT                                                                          | 日本テレビ系列 FRIDAY ANIME NIGHT   | 日本テレビ系列 FRIDAY ANIME NIGHT |
| 前番組 | 番組名                              | 次番組                            |
| --- | ----------------------------------- | --------------------------------- |
| 葬送のフリーレン（第1期・第5話 - 第28話） - ※第1話 - 第4話は『金曜ロードショー』で放送（テレビ大分を除く） | 転生したらスライムだった件（第3期） | 株式会社マジルミエ（第1期）       |

## 劇場アニメ

### 劇場版 転生したらスライムだった件 紅蓮の絆編
劇場アニメ第1作『劇場版 転生したらスライムだった件 紅蓮の絆編』（げきじょうばん てんせいしたらスライムだったけん ぐれんのきずなへん）が、2022年11月25日にバンダイナムコフィルムワークスの配給により公開された。PG12指定。
テレビアニメ第2期第2部放送後の2021年9月21日に制作が発表され、同時にティザービジュアルと特報動画が公開された。物語は原作の伏瀬による完全新作ストーリーとなる。時間軸としては八星輝翔編と聖魔対立編の間にあった話となる。
2023年7月28日にBlu-ray特装限定版、Blu-ray通常版、DVDが発売された。

#### ストーリー（紅蓮の絆編）
魔王達の宴（ワルプルギス）にて魔王クレイマンを倒し、八星魔王（オクタグラム）の1人となったリムルは、自身が統治する魔国連邦（テンペスト）へ戻っていた。そんな中、ベニマルたちと同郷で彼らの兄貴分にあたる存在だった元大鬼（オーガ）族の鬼人（キジン）であるヒイロが、ラージャ小亜国の使者として魔国連邦を訪れる。ラージャはかつて金の採掘で栄えていたが、その繁栄は今や見る影もなく、湖は鉱山毒に侵され、国は危機的状況に陥っていた。ラージャの女王トワは、王家に代々伝わるティアラの魔力を使い、毒を取り除いて民を守っていたが、その代償としてティアラにかけられた呪いを全身に受けてしまい、命を蝕まれていた。トワに命を救われて以来彼女に仕えていたヒイロは、自分を救ってくれたトワとラージャを守ろうと、リムルに助けを求めて訪れた魔国連邦にて、ベニマルと運命の再会を果たす。ラージャの危機を救うため、そしてトワにかけられた呪いの謎を解くため、リムルたちはラージャへ向かう。

#### オリジナルキャラクター（紅蓮の絆編）
ヒイロ
声 - 内田雄馬
ラージャ小亜国の武人である鬼人（キジン）族。元々はベニマルらと同郷で兄貴分にあたる存在だった大鬼（オーガ）族。豚頭魔王の進軍で大鬼族の里が壊滅した際には、傭兵としてクレイマンのもとへ出稼ぎに出ていたが、里を救うために脱走兵となる。しかし、里へ戻る際にヤムザの襲撃によって瀕死の重傷を負ってしまう。生死の境をさまようことになるが、トワの名付けによって一命をとりとめた。それ以降はトワに仕えており、ラージャ小亜国の軍隊長を務める。
トワ
声 - 福本莉子
ラージャ小亜国の女王。かつての同国の特産品であり、すでに枯渇した金山から流れ出る鉱毒から水源を守るため、先祖代々伝わるティアラに宿る魔力を用いて浄化しているが、その代償として鉱毒に命を蝕まれている。
なお、本作の後日談にも相当するアニメ第3期では、ヒイロと共にモブキャラクターとして登場している。
チクアン
声 - 辻親八
ラージャ小亜国の侍医で種族はエルフ。鉱毒に侵されたトワの主治医として治療にあたっている。その正体は、原初の紫（ヴィオレ）に仕える悪魔。
ラキュア
声 - 木村昴
ラージャ小亜国によく出入りする行商人。その正体は、原初の紫（ヴィオレ）に仕える悪魔。

#### その他のキャラクター（紅蓮の絆編）
全員原作（漫画版）に先んじての登場となる。
ヴィオレ
声 - 富田美憂
原初の紫と呼ばれる、ディアブロと同種の悪魔。後にリムルの配下となり、ウルティマの名を授かる。
ヴィオレの執事
声 - 麦人
ヴィオレ配下の悪魔。後に、ヴェイロンの名を得る。
ヴィオレの料理人
声 - 中島ヨシキ
ヴィオレ配下の悪魔。後に、ゾンダの名を得る。

#### スタッフ（紅蓮の絆編）
| 原作                          | 川上泰樹、伏瀬、みっつばー |
| ストーリー原案                | 伏瀬 |
| 監督                          | 菊地康仁 |
| 脚本                          | 筆安一幸 |
| 絵コンテ                      | 菊地康仁、登坂晋、名和宗則 清水聡、山崎秀樹、井之川慎太郎 ジミー ストーン、小島正士、黒﨑豪 大塚健、岡村天斎                                                                        |
| 演出                          | 名和宗則、楠本巨樹、中山敦史 井之川慎太郎、谷口工作 大脊戸聡、和田高明、ジミー ストーン 津田尚克                                                                                    |
| キャラクターデザイン          | 江畑諒真 |
| モンスターデザイン            | 岸田隆宏 |
| ゲストモンスターデザイン      | 諸貫哲朗、山崎秀樹 |
| プロップデザイン              | ボワセイユレミ、渡部由紀子、もといぎひろあき |
| 総作画監督                    | 田中雄一 |
| 作画監督                      | 伊藤智子、山崎秀樹、富岡隆司 中野圭哉、高岡じゅんいち、米澤優 小峰正頼、和田高明、石田可奈 入江篤、渡部由紀子、田中亜優 酒井秀基、永川ももこ、加藤照代 亀田朋幸、諸貫哲朗、菊地康仁 |
| エフェクト作画監督            | 梅田貴嗣 |
| アクション作画監督            | 諸貫哲朗 |
| コンセプトアート              | 富安健一郎 |
| 美術デザイン                  | ボワセイユレミ |
| 美術設定                      | 佐藤正浩、藤瀬智康 |
| 美術監督                      | 佐藤歩 |
| 色彩設計                      | 斉藤麻記 |
| 撮影監督                      | 佐藤洋 |
| CGIプロデューサー             | 町田政彌 |
| オフライン編集                | 神宮司由美 |
| 音響監督                      | 明田川仁 |
| 音楽                          | 藤間仁 |
| 音楽制作                      | ランティス |
| 音楽プロデューサー            | 小野可織 |
| プロデューサー                | 杉本紳朗、塩谷佳之 |
| アニメーション プロデューサー | 江口浩平 |
| アニメーション 制作統括       | 小菅秀徳 |
| アニメーション制作            | エイトビット |
| 製作                          | 転スラ製作委員会 |
| 配給                          | バンダイナムコフィルムワークス |

#### 主題歌（紅蓮の絆編）
「Make Me Feel Better」
MindaRynによる主題歌。作詞・作曲はMisaki、編曲は小山寿。
「浄歌」
TRUEによる挿入歌。作詞は唐沢美帆、作曲・編曲は加藤裕介。
「SPARKLES」
STEREO DIVE FOUNDATIONによる挿入歌。作詞・作曲・編曲はR・O・N。

#### 評価（紅蓮の絆編）
2022年11月25日から11月27日にかけての公開3日間の興行収入は4億1,600万円を突破し、この期間の観客動員数は31万3,094人だった。国内映画ランキング（興行通信社調べ）では初登場2位を記録した。
BDの初週推定売上は特装限定版が8,867枚、通常版が2,959枚、DVDの初週推定売上は3,562枚をそれぞれ記録した。
「ニュータイプアニメアワード2022-2023」では作品賞（劇場上映作品）で6位を記録した。

#### 特別番組（紅蓮の絆編）
本作の公開に合わせ、2022年11月から12月にかけて以下の3番組が放送された。
『劇場版転生したらスライムだった件 紅蓮の絆編』公開記念 『劇場版 転スラ』の魅力を徹底解剖した件！SP
日本テレビ・札幌テレビ・テレビ大分・ミヤギテレビ・静岡第一テレビ・中京テレビ・福岡放送にて順次放送。マヂカルラブリーをナビゲーターに迎え、リムル役の岡咲美保とトワ役の福本莉子とともに本作の魅力を紹介した。

世界まる見え！テレビ特捜部 特別版×劇場版転生したらスライムだった件SP
日本テレビ系列各局にて順次放送。同系列の番組『世界まる見え！テレビ特捜部』とのコラボレーション特番。出演は岩田絵里奈（日本テレビアナウンサー）、福本、トム・ブラウン、岡咲。

『劇場版 転生したらスライムだった件 紅蓮の絆編』公開記念！ 〜ここに注目！「劇場版 転スラ」の魅力完全公開スペシャル〜
同系列各局・BS11にて順次放送。ナレーションは岡崎。本編冒頭シーン先行公開のほか、制作スタジオのエイトビットへの取材の模様や主題歌・挿入歌アーティスト3名による特別ライブの模様が放送された。

### 劇場版 転生したらスライムだった件 蒼海の涙編
劇場アニメ第2作『劇場版 転生したらスライムだった件 蒼海の涙編』（げきじょうばん てんせいしたらスライムだったけん そうかいのなみだへん）が、2026年2月に公開予定。
制作はテレビアニメ第3期の放送終了後に発表され、2025年2月4日に開催された「2025さっぽろ雪まつり」内の「転生したらスライムだった件」ステージにて正式タイトルおよび公開時期、ティザービジュアルが公開された。